# Urza
Urza ist eine 2015 in Berlin gegründete Funeral-Doom-Band.

## Geschichte
Urza wurde 2015 von dem Schlagzeuger Hannes, dem Bassisten Marc Leclerc und dem Gitarristen Oliver Schreyer gegründet. Gitarrist Marcus sowie Sänger Thomas stießen wenig später dazu. Nach Abschluss eines Vertrages mit dem russischen Label Solitude Productions veröffentlichte die Band 2019 ihr von Kritikern durchschnittlich bis positiv aufgenommenes Debüt The Omnipresence of Loss.
Die Beurteilungen variierten von der Einschätzung das Album sei zwar „mehr als ordentlich“, aber „schüchtern und sparsam mit Melodien und Experimenten“ bis zu dem Lob, dass die Band „mit einem Donnerschlag angekommen“ sei und „die Szene auf Anhieb mit neuen Impulsen“ bereichere. Die Mehrzahl der Besprechungen verwies jedoch auf hohe Qualität im Genre und attestierten dem Album eine „Funeral-Doom-Death-Magie“ und deutliches Potential.
Die Band trennte sich im Jahr 2021 vom Gitarristen Marcus, der kurze Zeit später durch Stefan ersetzt wurde.
Im Jahr 2024 veröffentlichte die Band ein Split-Album, das sie mit der Death-Doom-Band Calliophis gestaltete. Das Album erschien auf dem britischen Label Aesthetic Death Records.

## Stil
Die von Urza präsentierte Musik wird dem Funeral Doom zugerechnet. Zum Vergleich werden populäre Genrevertreter wie Esoteric, Evoken oder Doom:VS bemüht. Der Rhythmus wird überwiegend genreentsprechend langsam präsentiert. Nur vereinzelt wird das Tempo erhöht. Der Gesang wird zumeist als tiefes Growling präsentiert. Gelegentlich kontrastieren so genannte Shouts und Screams den ansonsten tiefen Gesang. Als massiv, betont langsam und besonders druckvoll wird das Riffing hervorgehoben.

## Diskografie
- 2019: The Omnipresence of Loss (Album, Solitude Productions)
- 2024: Dawn of a Lifeless Age (Split-LP mit Calliophis, Aesthetic Death)